# Mihai Apafi al II-lea
Mihai Apafi al II-lea (n. 13 octombrie 1676, Alba Iulia, Principatul Transilvaniei – d. 1 februarie 1713, Viena, Monarhia Habsburgică) a fost fiul lui Mihai Apafi I și al Anei Bornemissza. În anul 1681, încă în timpul vieții tatălui său, a fost ales de către Dietă ca asociat la domnie și succesor al tatălui său, în funcția de principe.

## Biografie
În 1690, la moartea lui Mihai Apafi I, avea vârsta de doar 13 ani și deținea nominal titlul de principe. Sultanul Suleiman al II-lea, deși recunoscuse acordul din 1681, l-a numit la 8 iunie 1690 pe Imre Thököly, conducătorul partidei antihabsburgice, în funcția de principe al Transilvaniei.
Din vara lui 1690 și până la începutul anului 1692, puterea de facto a fost deținută de Imre Thököly, principele numit de sultan. Mihai al II-lea Apafi s-a refugiat în Austria și s-a reîntors în Transilvania la 10 ianuarie 1692 împreună cu armata imperială, condusă de Ludovic von Baden, care l-a alungat pe Thököly.
În 1694, la vârsta majoratului, Mihai Apafi va fi chemat la Viena, inițial din cauza unei dispute privind căsătoria sa. Acolo el va fi întemnițat și forțat să renunțe la tron în favoarea casei de Habsburg. În 1695 Transilvania va fi ocupată de 8,000 de soldați austrieci, iar în 1696 pusă sub controlul unui guvernator militar. Neavând altă obțiune, Apafi va ceda titlul de principe al Transilvaniei împăratului Leopold I, care îi va a acorda o rentă viageră.
A mai trăit 14 ani la Viena, unde a și decedat, la vârsta de 36 de ani. Mormântul său se află la biserica fortificată din Mălâncrav.